# RAL

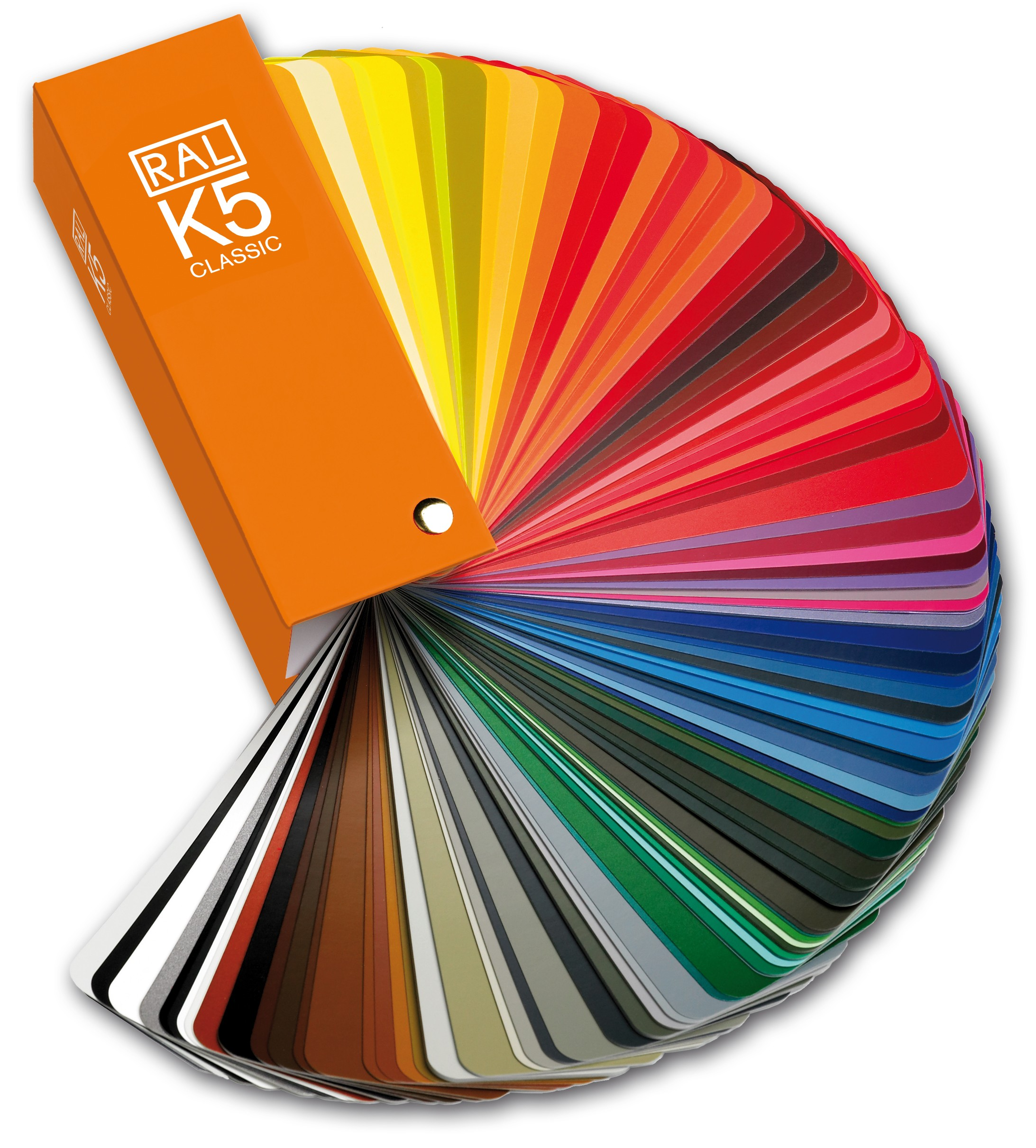
RAL-färgprover

RAL är ett färgsystem som utvecklades 1925 av RAL Deutsches Institut für Gütesicherung und Kennzeichnung e.V. för att skapa ett enkelt system för att visa olika kulörer. Det började med 40 kulörer men är numera över 200 i det som kallas RAL Classic och ännu fler i det som kallas RAL Design.
Med RAL menas vanligen RAL Classic, där kulörerna betecknas med ett fyrsiffrigt nummer. Bland RAL-kulörerna finns, till skillnad från bland NCS-kulörerna, bland annat fluorescerande färger. Vidare säger RAL-koderna inget om hur färgen skall blandas, även om de numera är systematiskt ordnade. 
RAL står för Reichsausschuss für Lieferbedingungen och grundades 23 april 1925 på initiativ av Tysklands regering och industrin. Målet var att standardisera gods- och kvalitetsmärkningen. 1927 följde den första RAL-färgstandarden då 40 färger klassificerades. Färgstandarden skulle användas i industrin och samhället. Exempel på RAL-färgstandarder som används av offentliga institutioner i Tyskland är de som används av försvarsmakten och räddningsfordon. Statliga bolag som Deutsche Telekom (Telemagenta 4010) och Deutsche Post (gult) har sina företagsfärger definierade i RAL-systemet. RAL-standarder används även för att markera t.ex. gasledningar och för vägskyltars färgstandarder. 1940 infördes systemet med fyrsiffriga koder.
1980 fick organisationen som är verksam i föreningsform, namnet RAL Deutsches Institut für Gütesicherung und Kennzeichnung e. V. Sedan 2008 är färgstandardverksamheten lagd i ett dotterbolag, RAL gGmbH.